# Everyday Life
| Совокупная оценка    | Совокупная оценка |
| Источник             | Оценка            |
| -------------------- | ----------------- |
| AnyDecentMusic?      | 6.8/10            |
| Metacritic           | 74/100            |
| Оценки критиков      |                   |
| Источник             | Оценка            |
| AllMusic             | [ 5 ]             |
| The A.V. Club        | B−                |
| The Daily Telegraph  | [ 7 ]             |
| Entertainment Weekly | B+                |
| The Guardian         | [ 9 ]             |
| The Independent      | [ 10 ]            |
| NME                  | [ 11 ]            |
| Pitchfork            | 6.8/10            |
| Rolling Stone        | [ 13 ]            |
| The Times            | [ 14 ]            |
| The Village          | (негативно)       |

Everyday Life — восьмой студийный альбом британской рок-группы Coldplay. Альбом был выпущен 22 ноября 2019 на лейблах Parlophone и Atlantic Records. Он состоит из двух частей, первая с названием Sunrise (с англ. — «Рассвет») и вторая Sunset (с англ. — «Закат»).
Релиз совпал с Coldplay: Everyday Life — Live in Jordan, в котором выступления каждой половины альбома транслировались в прямом эфире Amman Citadel в Иордании, на восходе и закате солнца соответственно. К работе группы присоединились многие ранее с ними работавшие и вернувшиеся продюсеры и соавторы, включая Рика Симпсона, Дэна Грина, Билла Рахко, Давиде Росси и Эмили Лазар.
Спекуляции по поводу существования альбома не прекращались с момента выхода их предыдущей пластинки, A Head Full of Dreams, так как ходили слухи, что Coldplay распустятся. Это первый альбом группы, содержащий ненормативную лексику (в композициях «Trouble in Town», «Arabesque» и «Guns»), а также второй студийный альбом после Ghost Stories (2014), который не был поддержан крупным мировым турне.
Everyday Life получил в целом положительные отзывы от музыкальных критиков, которые хвалили его экспериментальное направление альт-рока, переход к политически заряженным текстам и разнообразные стили песен в отличие от их старых альбомов Parachutes и Viva la Vida или Death and All His Friends. Однако другие считали, что альбому не хватает тематической последовательности. В коммерческом плане Everyday Life принес группе восьмой подряд первый номер в чарте альбомов Великобритании и седьмое попадание в первую десятку в чарте Billboard 200 в США.
Альбом был поддержан выпуском четырёх синглов: «Orphans» и «Arabesque» в октября 2019 года, «Everyday Life» в ноябре 2019 года и «Champion of the World» в феврале 2020 года. На 63-й церемонии Грэмми альбом получил две номинации: Best Recording Package и Альбом года, что стало в последнем случае их второй номинацией после Viva la Vida.

## Запись
Некоторые композиции с Everyday Life уходят корнями на десятилетие раньше, в 2009 год. Как объясняет продюсер Дэн Грин — «На самом деле мы начали этот альбом незадолго до Mylo Xyloto в 2009 году, были песни с этой пластинки, которые были с тех пор, и которые просто не вписывались в другие альбомы. Сингл „Arabesque“ был одной из таких песен». Рик Симпсон, ещё один давний член продюсерской команды, заявил, что этот альбом отличался по стилю записи от предыдущих, потому что три участника группы жили в Великобритании, а вокалист Крис Мартин жил в США. Группа надеялась отправиться в путешествие, чтобы вдохновить глобальные звуки Everyday Life, а не ограничиваться одной студией. Поэтому Дэн Грин создал мобильную студию звукозаписи, вдохновленную джем-сейшенами во время их предыдущего мирового турне (A Head Full of Dreams Tour), которая была установлена в различных местах во всём мире. В их число входят, но не ограничиваются: Вилла Томболино в Тоскане, студии Woodshed в Лос-Анджелесе, The Bakery и Beehive в Лондоне, а также студия в Йоханнесбурге (Южная Африка). Путешествие по всему миру отражено в экспериментальной смеси жанровых влияний, присутствующих на записи, включая классическую музыку, афробит, джаз-фьюжн и так далее. Альбом стал одним из первых непереизданных альбомов, смикшированных с использованием технологии объёмного звука Dolby Atmos, а версия Atmos стала доступна на Amazon Music, Tidal и Apple Music.

## Композиция
Everyday Life — это значительный сдвиг в музыкальных экспериментах по сравнению с предыдущими альбомами группы, критики назвали его самым экспериментальным релизом. Его выпуск знаменует собой первый двойной альбом Coldplay, половины которого называются Sunrise и Sunset соответственно (по аналогии с X&Y, который разделен на половину «X» и половину «Y», несмотря на то, что является одним альбомом). В альбом включена 30-секундная полевая запись колоколов часовой башни, исполняющих мелодию Вестминстерских квартетов, разложенная на 8 треков под названием «God = Love», которая служит интерлюдией для каждой стороны альбома. В названиях треков пишется название этой секции, которое раскрывается при загрузке CD в компьютер.

## Отзывы
Альбом получил положительные отзывы музыкальной критики и интернет-изданий: Metacritic (74 из 100), The Daily Telegraph, Stereogum, NME, The Guardian, The Independent, Financial Times.
Николай Овчинников (Афиша Daily) назвал альбом «самой неубедительной работой группы», отметив разнородность и разноуровневость песен: «Coldplay поют о сирийском конфликте и полицейском насилии, голоде и холоде, но делают это с той же интонацией, с какой пели о делах сердечных». Артём Макарский (The Village) описал «Everyday Life» как «непродуманный альбом, который берёт понемногу ото всех культур, но в итоге всё равно оказывается продуктом белой цивилизации».

### Итоговые списки
| Издатель      | Список                            | Результат | ссылка |
| ------------- | --------------------------------- | --------- | ------ |
| AllMusic      | Best of 2019                      | Включение | [ 33 ] |
| AllMusic      | Favorite Rock Albums 2019         | Включение | [ 34 ] |
| Muzikalia     | Best International Albums of 2019 | 26        | [ 35 ] |
| NME           | The 50 Best Albums of 2019        | 43        | [ 36 ] |
| RIFF Magazine | The 50 Best Albums of 2019        | 45        | [ 37 ] |
| Rolling Stone | The 50 Best Albums of 2019        | 28        | [ 38 ] |
| The Times     | The 100 Best Records of the Year  | Placed    | [ 39 ] |

### Награды и номинации
| Награда                 | Год  | Категория                                           | Результат | Ссылка |
| ----------------------- | ---- | --------------------------------------------------- | --------- | ------ |
| ARIA Chart Award        | 2019 | Number 1 Album                                      | Победа    | [ 40 ] |
| Broadcast Digital Award | 2020 | Best Sports or Live Event Coverage (Live in Jordan) | Номинация | [ 41 ] |
| Grammy Award            | 2021 | Album of the Year                                   | Номинация | [ 42 ] |
| Grammy Award            | 2021 | Best Recording Package                              | Номинация | [ 43 ] |
| Official Number 1 Award | 2019 | Official Number 1 Album                             | Победа    | [ 44 ] |
| Official Number 1 Award | 2019 | Official Number 1 Digital Album                     | Победа    | [ 45 ] |
| Official Number 1 Award | 2019 | Official Number 1 Vinyl Album                       | Победа    | [ 45 ] |

## Коммерческий успех
Everyday Life дебютировал на первом месте британского хит-парада UK Albums Chart, став восьмым чарттоппером группы Coldplay в Великобритании. Он также дебютировал на седьмом месте в американском хит-параде Billboard 200 с тиражом 48,000 единиц, включая 36,000 копий альбома.

## Список композиций
| №                   | Название               | Автор(ы) | Продюсеры                                                             | Длительность |
| ------------------- | ---------------------- | --- | --------------------------------------------------------------------- | ------------ |
| 1.                  | «Sunrise»              | Guy Berryman Jonny Buckland Will Champion Chris Martin Davide Rossi                                         | Rossi                                                                 | 2:31         |
| 2.                  | «Church»               | Berryman Buckland Champion Martin Amjad Sabri Rossi Mikkel Eriksen Tor Hermansen Jacob Collier Norah Shaqur | Rik Simpson Dan Green Bill Rahko Angel Lopez [b] Federico Vindver [b] | 3:50         |
| 3.                  | «Trouble in Town»      | Berryman Buckland Champion Martin                                                                           | Simpson Green Rahko                                                   | 4:38         |
| 4.                  | «Broken»               | Berryman Buckland Champion Martin                                                                           | Simpson Green Rahko                                                   | 2:30         |
| 5.                  | «Daddy»                | Berryman Buckland Champion Martin                                                                           | Simpson Green Rahko                                                   | 4:58         |
| 6.                  | «WOTW / POTP»          | Berryman Buckland Champion Martin                                                                           | Simpson Green Rahko                                                   | 1:16         |
| 7.                  | «Arabesque»            | Berryman Buckland Champion Martin Drew Goddard Femi Kuti Paul van Haver                                     | Simpson Green Rahko                                                   | 5:40         |
| 8.                  | «When I Need a Friend» | Berryman Buckland Champion Martin                                                                           | Simpson Green Rahko John Metcalfe                                     | 2:35         |
| Общая длительность: | Общая длительность:    | Общая длительность:                                                                                         | Общая длительность:                                                   | 27:59        |

| №                   | Название                | Автор(ы)                                                                      | Продюсеры                                                | Длительность |
| ------------------- | ----------------------- | ----------------------------------------------------------------------------- | -------------------------------------------------------- | ------------ |
| 1.                  | «Guns»                  | Berryman Buckland Champion Martin                                             | Simpson Green Rahko                                      | 1:55         |
| 2.                  | «Orphans»               | Berryman Buckland Champion Martin Karl Sandberg                               | Simpson Green Rahko Max Martin [a] Lopez [b] Vindver [b] | 3:17         |
| 3.                  | «Èkó»                   | Berryman Buckland Champion Martin                                             | Simpson Green Rahko                                      | 2:37         |
| 4.                  | «Cry Cry Cry»           | Berryman Buckland Champion Martin Jacob Collier Bertrand Berns Jerry Ragovoy  | Simpson Green Rahko                                      | 2:47         |
| 5.                  | «Old Friends»           | Berryman Buckland Champion Martin                                             | Simpson Green Rahko                                      | 2:26         |
| 6.                  | «بنی آدم» (Бен Адам)    | Berryman Buckland Champion Martin Alice Coltrane Harcourt Whyte Saadi Shirazi | Simpson Green Rahko                                      | 3:14         |
| 7.                  | «Champion of the World» | Berryman Buckland Champion Martin Andy Monaghan Scott Hutchison Simon Liddell | Simpson Green Rahko Martin [a] Lopez [b] Vindver [b]     | 4:17         |
| 8.                  | «Everyday Life»         | Berryman Buckland Champion Martin John Metcalfe                               | Simpson Green Rahko Lopez [b] Vindver [b]                | 4:18         |
| Общая длительность: | Общая длительность:     | Общая длительность:                                                           | Общая длительность:                                      | 24:52        |

| №  | Название              | Длительность |
| -- | --------------------- | ------------ |
| 9. | «Flags» (bonus track) | 3:36         |

Замечание
- [a] сопродюсер
- [b] дополнительный продюсер

## Состав исполнителей
По данным
Coldplay
- Крис Мартин — ведущий вокал, фортепиано, акустическая гитара
- Джонни Баклэнд — гитара, клавишные
- Гай Берримен — бас-гитара, перкуссия
- Уилл Чемпион — ударные, перкуссия, бэк-вокал, гитара

## Чарты
| Чарт (2019)                            | Высшая позиция |
| -------------------------------------- | -------------- |
| Австралия (ARIA)                       | 1              |
| Австрия (Ö3 Austria)                   | 5              |
| Бельгия/Валлония (Ultratop)            | 1              |
| Бельгия/Фландрия (Ultratop)            | 1              |
| Канада (Canadian Albums Chart)         | 3              |
| Великобритания (UK Albums Chart)       | 1              |
| Венгрия (MAHASZ)                       | 3              |
| Германия (Offizielle Top 100)          | 4              |
| Дания (Hitlisten)                      | 6              |
| Ирландия (IRMA)                        | 5              |
| Испания (PROMUSICAE)                   | 3              |
| Италия (Classifica album)              | 3              |
| Канада (Canadian Albums Chart)         | 3              |
| Латвия (LAIPA)                         | 3              |
| Литва (AGATA)                          | 5              |
| Нидерланды (Album Top 100)             | 1              |
| Новая Зеландия (RMNZ)                  | 2              |
| Норвегия (VG-lista)                    | 1              |
| Польша (ZPAV)                          | 4              |
| Португалия (AFP)                       | 2              |
| США (Billboard 200)                    | 7              |
| США (Billboard Top Alternative Albums) | 2              |
| США (Billboard Top Rock Albums)        | 1              |
| Финляндия (Suomen virallinen lista)    | 8              |
| Франция (SNEP)                         | 1              |
| Чехия (ČNS IFPI)                       | 4              |
| Швеция (Sverigetopplistan)             | 9              |
| Швейцария (Schweizer Hitparade)        | 1              |
| Шотландия (Scottish Albums Chart)      | 1              |
| Япония (Oricon)                        | 10             |

| Чарт (2019)                        | Позиция |
| ---------------------------------- | ------- |
| Austrian Albums (Ö3 Austria)       | 69      |
| Belgian Albums (Ultratop Flanders) | 47      |
| Belgian Albums (Ultratop Wallonia) | 42      |
| Dutch Albums (Album Top 100)       | 28      |
| French Albums (SNEP)               | 49      |
| German Albums (Offizielle Top 100) | 74      |
| Hungarian Albums (MAHASZ)          | 28      |
| Italian Albums (FIMI)              | 51      |
| Mexican Albums (Top 100 Mexico)    | 43      |
| Polish Albums (ZPAV)               | 93      |
| Portuguese Albums (AFP)            | 18      |
| Spanish Albums (PROMUSICAE)        | 37      |
| Swiss Albums (Schweizer Hitparade) | 20      |
| UK Albums (OCC)                    | 14      |

| Чарт (2020)                          | Позиция |
| ------------------------------------ | ------- |
| Belgian Albums (Ultratop Flanders)   | 67      |
| Belgian Albums (Ultratop Wallonia)   | 81      |
| Dutch Albums (Album Top 100)         | 69      |
| French Albums (SNEP)                 | 162     |
| German Albums (Offizielle Top 100)   | 73      |
| Portuguese Albums (AFP)              | 49      |
| Spanish Albums (PROMUSICAE)          | 64      |
| Swiss Albums (Schweizer Hitparade)   | 21      |
| US Top Alterative Albums (Billboard) | 27      |
| US Top Rock Albums (Billboard)       | 51      |

## Сертификации
| Регион                                                                      | Сертификация | Продажи |
| --------------------------------------------------------------------------- | ------------ | ------- |
| Великобритания (BPI)                                                        | Золотой      | 100 000 |
| Испания (PROMUSICAE)                                                        | Золотой      | 20 000  |
| Италия (FIMI)                                                               | Золотой      | 25 000  |
| Нидерланды (NVPI)                                                           | Золотой      | 20 000  |
| Франция (SNEP)                                                              | Платиновый   | 100 000 |
| Данные о продажах + прослушиваниях приведены только на основе сертификации. |              |         |